# Nikolaus Schweickart

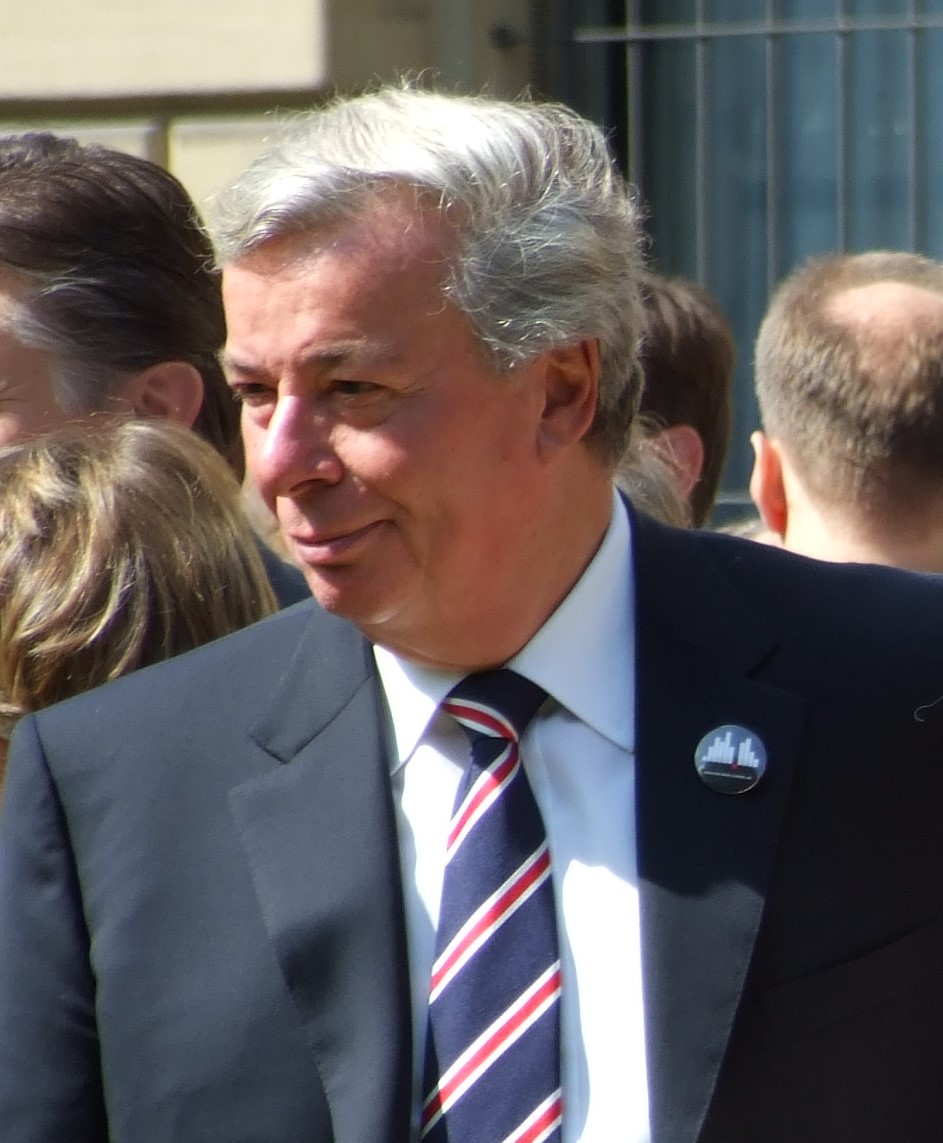
Nikolaus Schweickart (September 2009).

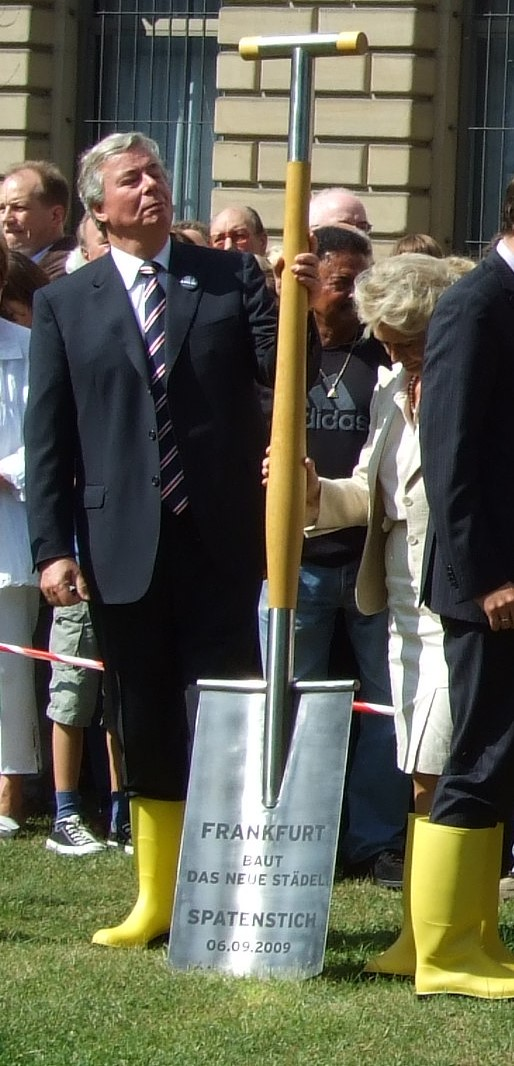
Nikolaus Schweickart beim ersten Spatenstich für das neue Städelmuseum in Frankfurt am Main (September 2009).

Nikolaus Schweickart (* 2. Dezember 1943 in Kamp-Bornhofen) ist Jurist, Manager der Chemiebranche und Botschafter der Initiative Neue Soziale Marktwirtschaft.

## Leben
Nach Abitur und Militärdienst (er ist Reserveoffizier) studierte Nikolaus Schweickart von 1966 bis 1970 Rechts- und Politische Wissenschaften in Bonn, Mainz und München. Nach dem zweiten Staatsexamen und der Zulassung als Rechtsanwalt arbeitete er von 1971 bis 1973 als Assistent im Deutschen Bundestag und von 1973 bis 1976 als politischer Referent in Bonn. 1977 wechselte Nikolaus Schweickart in die Wirtschaft und war seit dem 1. März 1977 im Günther-Quandt-Haus in Bad Homburg vor der Höhe tätig, zunächst als Leiter des Aufsichtsratsbüros der Varta AG, dann als persönlicher Mitarbeiter von Herbert Quandt, später als Direktor und Generalbevollmächtigter der Altana AG.
Von 1983 bis 1986 leitete er eine Technologie-Holding, bis er im Jahre 1987 zum Mitglied des Vorstandes, 1990 zum Vorsitzenden des Vorstandes der Altana AG berufen wurde. Gleichzeitig wurde er Vorsitzender des Vorstands der Herbert Quandt-Stiftung.
Nikolaus Schweickart betätigte sich unter anderem als Ratgeber der Hauptaktionärin der Altana AG, Susanne Klatten. 1987 wurde er Mitglied des Vorstands der Altana AG und 1990 dann Vorstandsvorsitzender.
Schweickart konzentrierte sich auf die zwei Hauptgeschäftsfelder Pharmazeutik (Altana Pharma, Konstanz, ursprünglich: Byk Gulden Lomberg Chemische Fabrik GmbH) und Spezial-Chemie (Altana Chemie, Wesel) und entwickelte aus dem vormals relativ kleinen Betrieb einen Pharmakonzern mit weltweit rund 30 Tochter- und Beteiligungsgesellschaften und zuletzt rund 13.300 Mitarbeitern (48 Prozent davon in Deutschland).
Im September 2006 wurde bekannt, dass die Altana AG die Pharmasparte an das dänische Unternehmen Nycomed verkauft hat. Im Jahr 2006 zog sich Schweickart auch aus dem Vorstand der Altana AG zurück.
Nikolaus Schweickart ist, zusammen mit Susanne Klatten, Gesellschafter der Altana Kulturstiftung in Bad Homburg.
Am 9. Mai 2008 wurde Schweickart mit Beschluss der Hauptversammlung zum Aufsichtsratsvorsitzenden der Drägerwerk AG & Co. KGaA gewählt.

## Weitere Engagements
- Botschafter der Initiative Neue Soziale Marktwirtschaft/INSM.
- Mitglied des Präsidiums des Stifterverbandes für die Deutsche Wissenschaft
- Vorsitzender des Kuratoriums der Wissenschaftlichen Hochschule für Unternehmensführung WHU, Koblenz/Vallendar
- Stellvertretender Bundesvorsitzender des Wirtschaftsrates der CDU, Berlin
- Ehrensenator der Universität Konstanz 1995
- Ehrendoktor der WHU Koblenz 2003
- Ehrendoktor der Technischen Universität Dresden 2004 und Mitglied des Kuratoriums
- Honorarprofessor der Universität Frankfurt a. M. am Fachbereich Wirtschaftswissenschaften 2007
- Bundesverdienstkreuz 1. Klasse, ausgehändigt am 2. Oktober 2007
- Vorsitzender der Administration des Städelschen Kunstinstituts
- Hessischer Verdienstorden 2010

## Persönliches
Nikolaus Schweickart ist verheiratet und hat zwei Kinder.